# الن کلمن
الن کلمن (انگلیسی: Ellen Kleman; ۲۴ ژوئیهٔ ۱۸۶۷ – ۲۸ سپتامبر ۱۹۴۳) فعال حقوق زنان، سردبیر روزنامه و ویراستار اهل سوئد بود که در سال ۱۹۴۳ در ۷۶ سالگی درگذشت.
وی همچنین برندهٔ جوایزی معتبری همچون ایلیس کواروم شده است.
او سردبیر نشریه داگنی، نشریه‌ای در حمایت از جنبش زنان بود که در سال ۱۹۱۴ با هرتا جایگزین شد؛ نشریه‌ای که او تا سال ۱۹۳۲ نیز وی سردبیری آن را بر عهده داشت.

## زندگی‌نامه
الن اِما آگوستا کلمن در سال ۱۸۶۷ در کارلسکرونا زاده شد. او دختر فرمانده کارل کلمن (۱۸۲۰–۱۸۷۲) و یوهانا آگوستا گرام (۱۸۲۵–۱۹۰۴) بود. خواهر بزرگ‌ترش، آنا کلمن (۱۸۶۲–۱۹۴۰)، نیز در جنبش زنان فعال بود. با تأسیس سازمان خیریهٔ نجات کودکان در سال ۱۹۱۹، آنا کلمن به عضویت هیئت‌مدیرهٔ شاخهٔ سوئدی آن با نام ردا بارنن درآمد و بعدها ریاست هیئت‌مدیره این موسسه را نیز برعهده گرفت. بخش سوئدی در ۱۹ نوامبر ۱۹۱۹ توسط الن پالمستیرنا (رئیس) به همراه نویسنده الن واگنر و گردا مارکوس (هر دو عضو فعال هیئت مدیره) تأسیس شد. آنا کلمن نیز از اعضای مؤسس هیئت مدیره بود و بعدها رهبری هیئت مدیره را بر عهده گرفت.
الن کلمن پس از تحصیل در مدرسهٔ دخترانهٔ کارلسکرونا، در بانک‌هایی در اوپسالا و استکهلم مشغول به کار شد.
کلمن از حامیان پرشور و فعال حقوق زنان بود. در سال ۱۹۰۷، او سردبیر داگنی شد که ارگان اصلی جنبش زنان به‌شمار می‌رفت. او بسیاری از مقاله‌های این نشریه را خود می‌نوشت، از جمله گزارش‌هایی از همایش‌های زنان و زندگی‌نامه‌هایی از زنان برجسته. پس از آنکه داگنی در سال ۱۹۱۳ انتشارش را متوقف کرد، کلمن از ۱۹۱۴ تا ۱۹۳۲ سردبیری جانشین آن یعنی هرتا را بر عهده داشت. در این دوره، او نقش مهمی در ارتقای جایگاه ادبی و اجتماعی زنان ایفا کرد و کوشید تا گفتمان فمینیستی را به موضوعاتی مانند آموزش، خانواده و صلح نیز گسترش دهد. در سال ۱۹۲۱، او به عضویت هیئت مدیرهٔ انجمن فردریکا برمر، سازمان حقوق زنان سوئد درآمد و از ۱۹۲۲ تا ۱۹۳۱ ریاست شاخهٔ استکهلم آن را برعهده گرفت.
او علاقهٔ عمیقی به بنیان‌گذار این انجمن، فردریکا برمر (۱۸۰۱–۱۸۶۵) پیدا کرد و مجموعه‌ای از مقاله‌ها دربارهٔ او منتشر کرد. الن کلمن همراه با دوستش کلارا یوهانسون، که از سال ۱۹۱۲ تا زمان مرگ در کنار او زندگی می‌کرد، چهار جلد کتاب از نامه‌های فردریکا برمر را منتشر کردند.
افزون بر نوشته‌هایش دربارهٔ جنبش زنان، کلمن رمانی تاریخی با عنوان همسر فابیان ونت (Fabian Wendts hustru) منتشر کرد که در آن دربارهٔ زنانی نوشت که مورد سوءاستفاده و هدایت دیگران قرار گرفته‌اند و فرصت رشد فردی نداشته‌اند. این اثر بازتابی از دغدغه‌های اجتماعی او در زمینهٔ آزادی فردی، استقلال زنان و آسیب‌های ناشی از سلطهٔ ساختارهای مردسالارانه بود و جایگاه او را به‌عنوان نویسنده‌ای متعهد به مسائل اجتماعی تحکیم بخشید.

## جوایز
در سال ۱۹۴۲، الن کلمن مدال ایلیس کوروم، بالاترین نشان افتخار برای افراد در سوئد، را دریافت کرد.